# Poiatua
Poiatua (née vers 1758 et morte avant 1788) était la fille de Reo, un roi d'Ulietea dans l'île de Raiatea. Elle fut prise en otage avec son père, son frère et son mari lors du troisième voyage de James Cook en échange de deux marins qui avaient déserté l'île. Les otages ont été attirés à bord du HMS Discovery puis emprisonnés, jusqu'à ce que Reo obtienne le retour des déserteurs.
Pour de nombreux contemporains, le portrait de Poiatua par John Webber incarnait l'image sensuelle de la jeune fille des mers du Sud.